# Abraham-Ebene

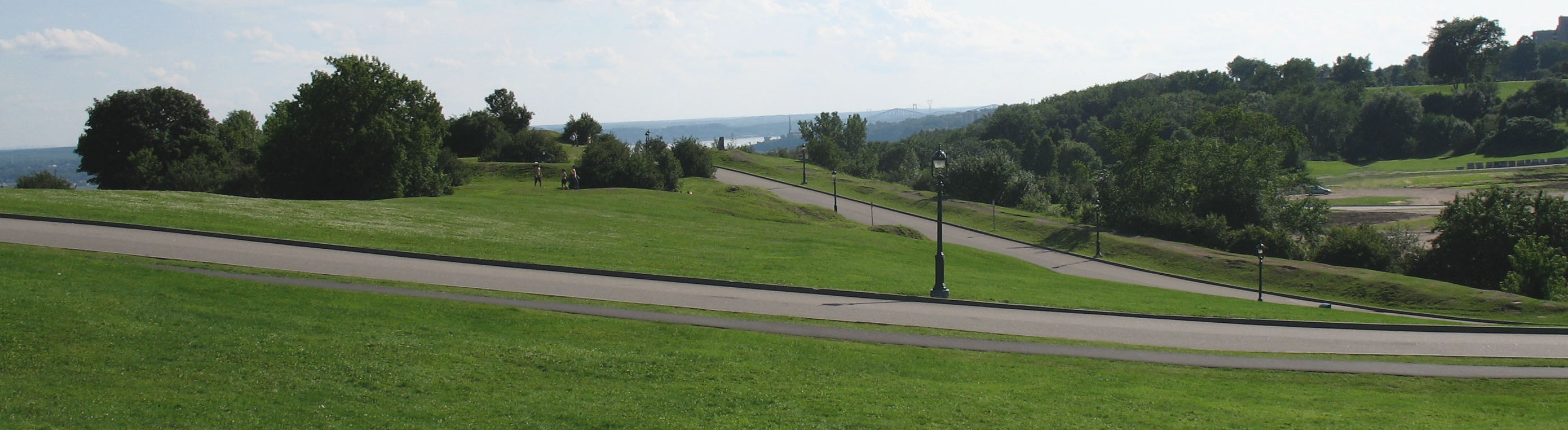
Abraham-Ebene

Die Abraham-Ebene (französisch Plaines d’Abraham, englisch Plains of Abraham) ist eine bedeutende Parkanlage in der kanadischen Stadt Québec. Im Jahr 1759 war sie Schauplatz der Schlacht auf der Abraham-Ebene zwischen französischen und britischen Truppen. Der bis heute erhalten gebliebene Teil bildet seit 1908 einen Teil des Parc des Champs-de-Bataille, der von der Nationalen Schlachtfelderkommission verwaltet wird und somit als urbaner Nationalpark gilt. Die Abraham-Ebene ist ein bedeutender touristischer Anziehungspunkt und wird für zahlreiche Sport- und Kulturveranstaltungen genutzt.

## Beschreibung

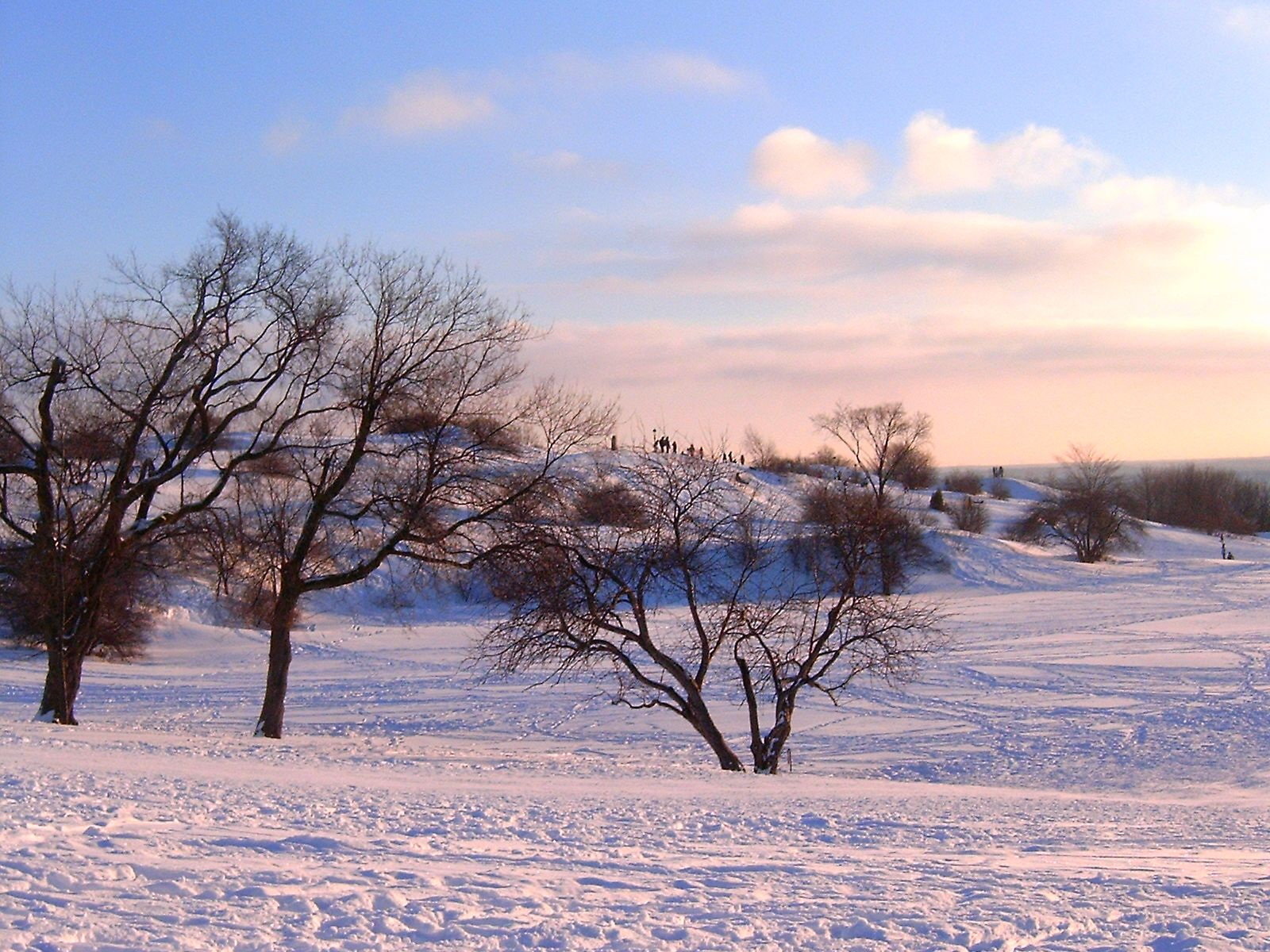
Ansicht im Winter

Der Park ist ungefähr 2,4 km lang und bis zu 0,8 km breit, seine Fläche beträgt 98 Hektar. Er erstreckt sich auf der Hochebene südwestlich der Zitadelle von Québec entlang dem Steilhang zum darunter liegenden Sankt-Lorenz-Strom. Gegliedert wird die Ebene durch Talmulden und kleine Wälder, außerdem befinden sich hier zwei der drei erhalten gebliebenen Martello-Türme. Abgegrenzt durch ein weiteres Waldstück folgen im Südwesten der Parc du Bois-de-Coulonge und zwei Friedhöfe. Am Rande des Parks befindet sich das Musée national des beaux-arts du Québec, das Kunstmuseum der Provinz Québec.

## Geschichte

### Französische Herrschaft
Benannt ist die Ebene wahrscheinlich nach dem Fischer und Flusslotsen Abraham Martin (1589–1664), der auch „der Schotte“ (l’Écossais) genannt wurde. Martin zog 1635 mit seiner Ehefrau nach Québec und erhielt von der Compagnie de la Nouvelle France zwölf Morgen Land zwischen der Unterstadt und dem Hochplateau der Colline de Québec zugeteilt. Vom Marinearzt Adrien Du Chesne erhielt er 1645 weitere zwanzig Morgen. Martin ließ seine Tiere im Gebiet zwischen dem Rivière Saint-Charles und der heutigen Grande Allée weiden. Nach seinem Tod wurde der Besitz an die Ursulinen verkauft. Abrahams Name lebte weiter. Notarielle Urkunden des 17. und 18. Jahrhunderts nennen die Côte d’Abraham, ein Stadtplan von 1734 zeigt sogar die genaue Lage einer Straße namens Rue d’Abraham. Später berichten die Protokolle von François-Gaston de Lévis und Louis-Joseph de Montcalm von der Anhöhe von Abraham, die Tagebücher britischer Soldaten wiederum von den Heights of Abraham oder den Plains of Abraham. Mit dieser Bezeichnung war ursprünglich die gesamte Colline de Québec gemeint, zu Beginn des 19. Jahrhunderts der nördliche Teil dieses Hochplateaus. Durch die Ausdehnung der Vorstädte verkleinerte sich das damit bezeichnete Gebiet und verschob sich gleichzeitig auf die südliche, dem Sankt-Lorenz-Strom zugewandte Seite.

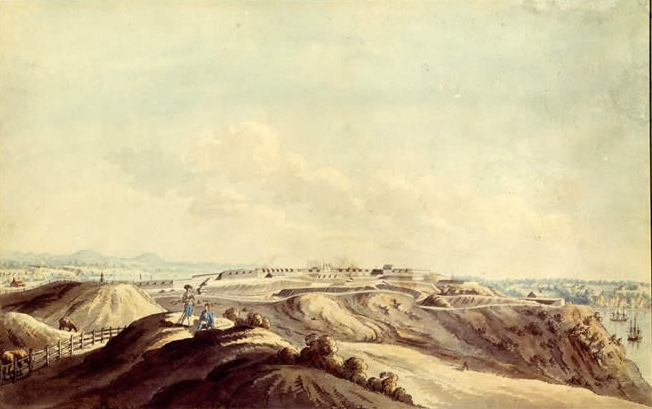
Ansicht im Jahr 1784

In der frühen Neuzeit war die Abraham-Ebene ein beliebtes Ziel für Naturforscher. Louis Hébert, der erste französische Kolonist, war Apotheker und somit auch an der lokalen Fauna und Flora interessiert. Er sandte zahlreiche Pflanzenproben an den Botaniker Jacques Philippe Cornut in Paris, der 1635 auf dieser Grundlage das Werk Canadensium Plantarum Historia veröffentlichte. In der Folge beschäftigten sich zahlreiche Mitglieder der Académie des sciences mit der Abraham-Ebene. Hervorzuheben sind insbesondere Michel Sarrazin und Jean François Gaultier, die in ständigem Kontakt mit europäischen Forschern standen. 1749 fanden Gaultier und sein schwedischer Gast Pehr Kalm allein auf der Abraham-Ebene 40 neue Arten. Während der französischen Herrschaft diente das Hochplateau hauptsächlich als Weideland, aber auch als Naherholungsgebiet. Einige wohlhabende Einwohner ließen entlang der Grande Allée stattliche Landhäuser errichten.
Am 13. September 1759, während des Siebenjährigen Krieges, war die Gegend Schauplatz der Schlacht auf der Abraham-Ebene. Sie stand am Ende der zweieinhalb Monate dauernden Belagerung von Québec, bei der sich die Franzosen gegen eine britische Invasionsarmee verteidigten. Britische Truppen unter dem Kommando von James Wolfe erklommen die im Westen gelegenen Hänge und formierten sich auf der Ebene. Nach knapp einer halben Stunde waren die französischen Truppen unter Louis-Joseph de Montcalm besiegt, worauf der Belagerungsring geschlossen werden konnte. Fünf Tage später ergab sich die französische Garnison und die Briten nahmen die Stadt ein. Obwohl die Franzosen am 28. April 1760 in unmittelbarer Nähe die Schlacht bei Sainte-Foy gewannen, konnten sie Québec nicht zurückerobern und mussten sich schließlich der Übermacht beugen.

### Britische Herrschaft

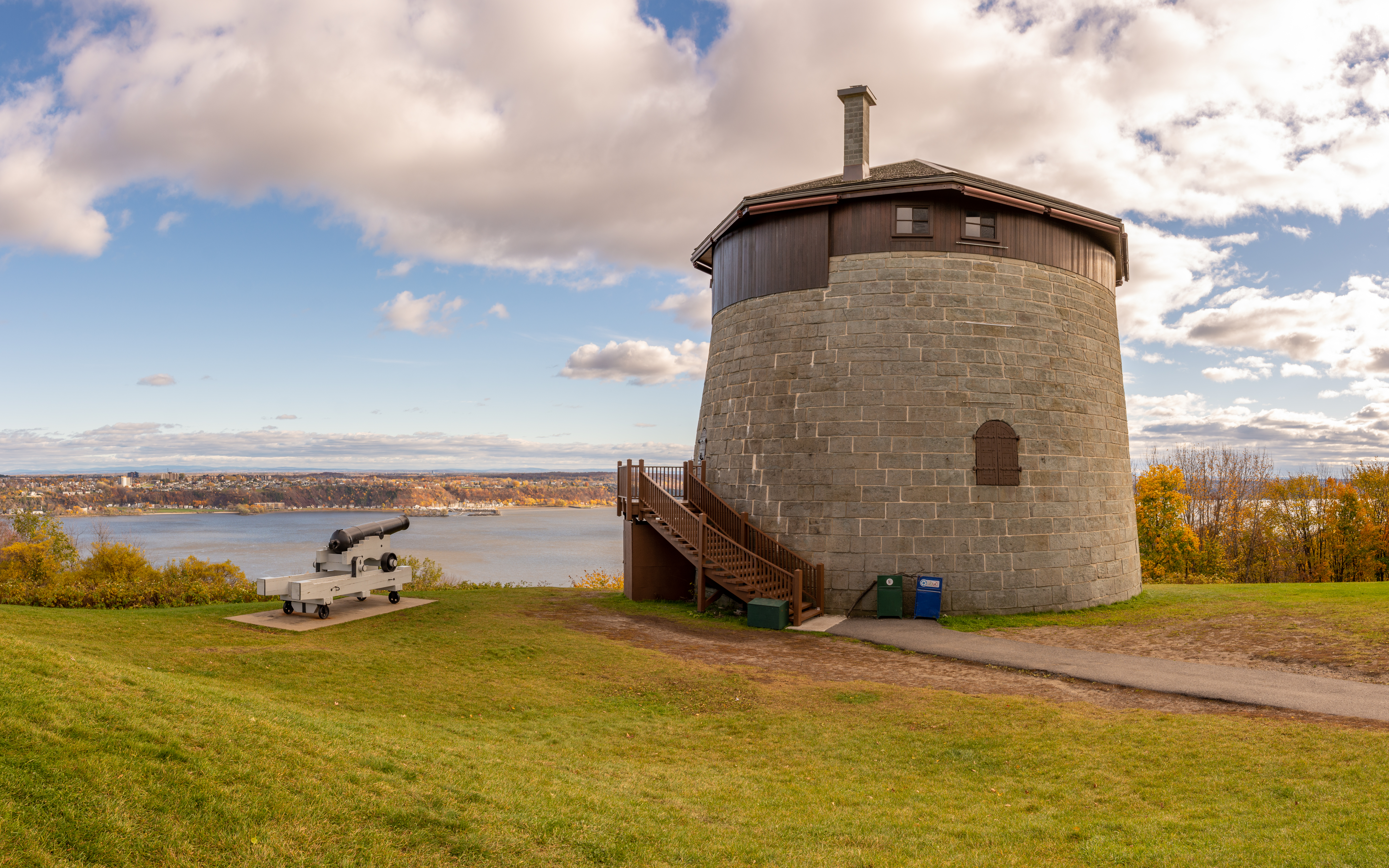
Einer der vier Martello-Türme

Vom 18. bis zum 20. Jahrhundert fanden zahlreiche öffentliche Hinrichtungen statt, insbesondere bei Buttes-à-Nepveu, einem Gebiet, das heute ungefähr dem Standort des Hotels Le Concorde entspricht. Die bekannteste war jene von Marie-Josephte Corriveau, die in die Folklore Québecs einging. 1867 wurde ein Gefängnis errichtet, das bis 1970 dem Strafvollzug diente und seit 1991 einen Teil der Sammlung des Musée national des beaux-arts du Québec beherbergt. Die damalige Lage am Stadtrand führte dazu, dass die Abraham-Ebene zu einem Anziehungspunkt für Prostituierte und Landstreicher wurde. Mitte des 19. Jahrhunderts gab es zahlreiche Bordelle, die von Soldaten und Matrosen besucht wurden. In den umliegenden Wäldern versteckten sich Wegelagerer. Erst durch die verstärkte Polizeipräsenz ab Beginn des 20. Jahrhunderts begann die Abraham-Ebene allmählich ihren schlechten Ruf zu verlieren.
Nach dem Amerikanischen Unabhängigkeitskrieg befürchteten die Briten einen möglichen militärischen Angriff von den Vereinigten Staaten aus, insbesondere als es während der Koalitionskriege bei der Durchsetzung der Blockade gegen Frankreich immer häufiger zu Zwischenfällen mit amerikanischen Schiffen kam. Aus diesem Grund entstanden zwischen 1808 und 1812 auf der Abraham-Ebene vier Martello-Türme. Während des Britisch-Amerikanischen Kriegs von 1812 bis 1814 gelangten sie jedoch nicht zum Einsatz. Aufgrund der Einwanderung stieg die Einwohnerzahl rasch an und die Vorstädte begannen sich auszubreiten. Die vor der Stadtmauer gelegene Fläche zwischen Grande Allée und der Steilwand hinunter zum Sankt-Lorenz-Strom war begehrt. Da jedoch die Armee den größten Teil dieses Gebiets für sich beanspruchte, insbesondere mit der 1832 fertiggestellten Zitadelle von Québec, verhinderte dies zumindest in diesem Bereich eine umfassende Parzellierung.

### Historische Stätte

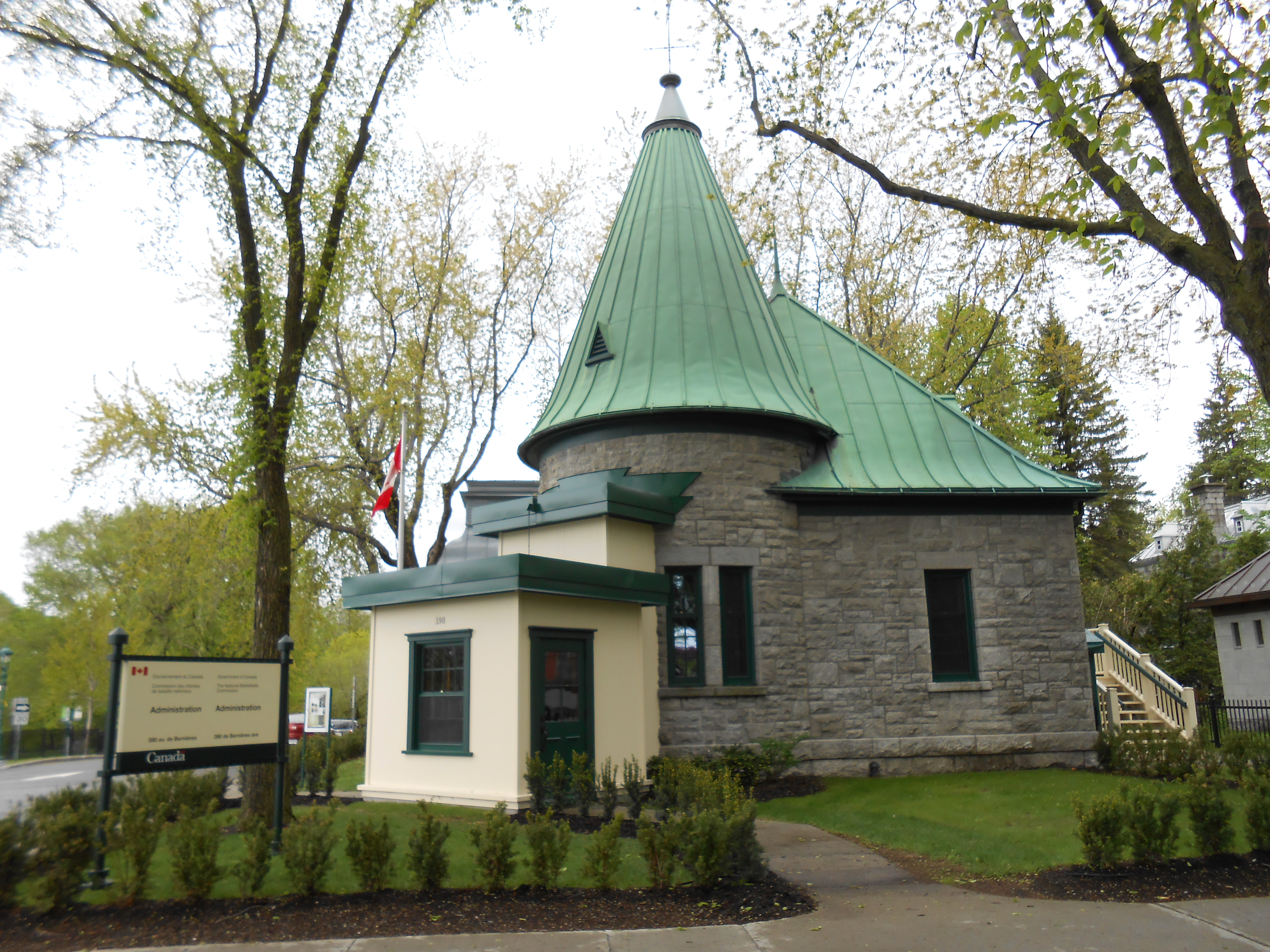
Gebäude der Parkverwaltung

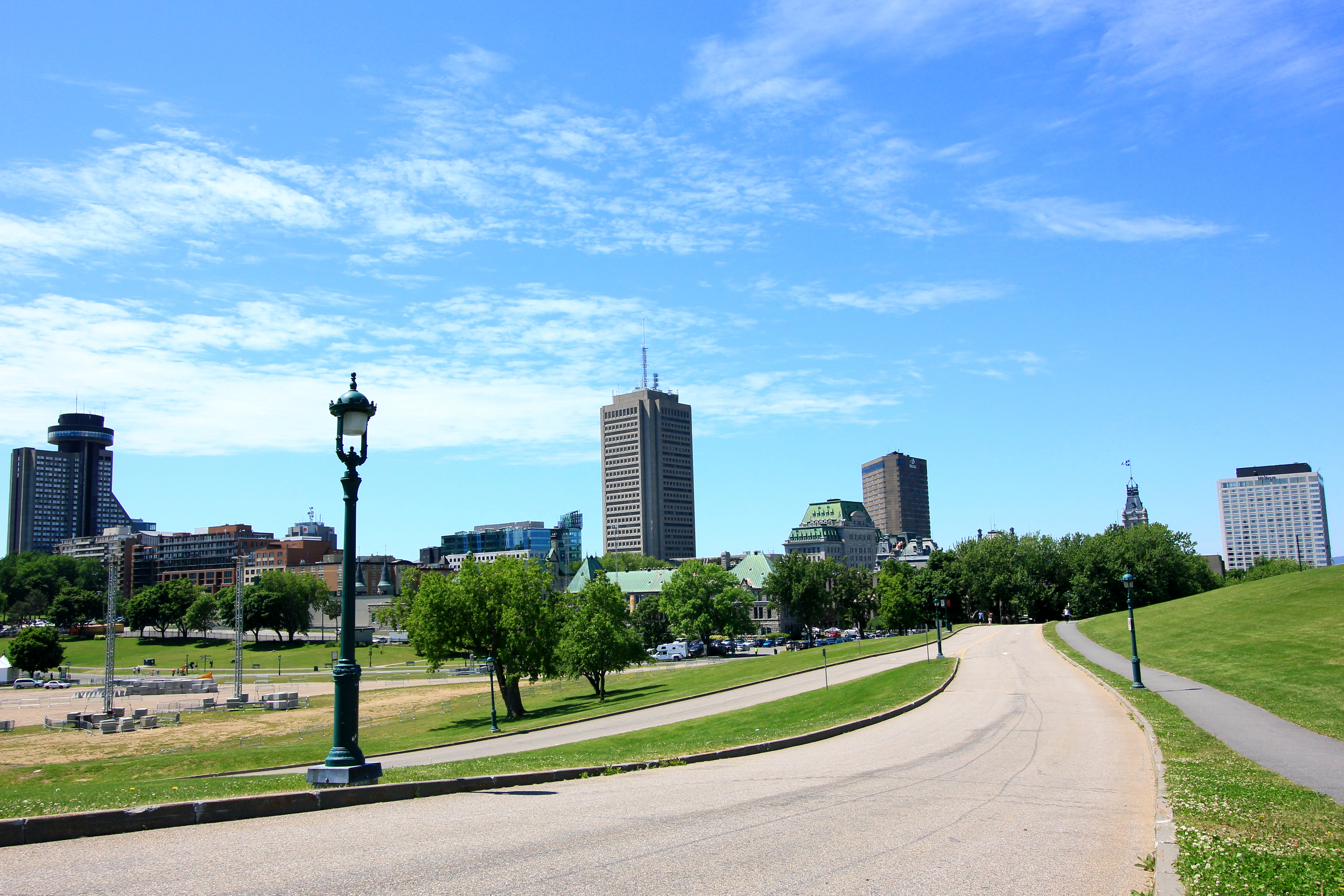
Blick in Richtung Regierungsviertel

Ende des 19. Jahrhunderts wollten die Einwohner Québecs die noch nicht überbaute Fläche der Abraham-Ebene in einen Park umwandeln und damit dem Beispiel vieler amerikanischer und europäischer Städte folgen. Der öffentliche Druck führte dazu, dass die Bundesregierung am 20. September 1901 das Gebiet nach längeren Verhandlungen für 80.000 Dollar den Ursulinen abkaufte und für einen symbolischen Betrag an die Stadt verpachtete. Jahrelang war man sich unschlüssig, wie das Gebiet gestaltet werden soll. Nachdem Pläne, die Ebene 1909 als Schauplatz für Feierlichkeiten zum 200. Jahrestag der Schlacht zu nutzen, am Protest nationalistischer Kreise gescheitert waren, schlug Bürgermeister Jean-Georges Garneau vor, stattdessen 1908 das 300-jährige Jubiläum der Stadtgründung zu feiern. Auf Anregung von Premierminister Wilfrid Laurier schuf die Bundesregierung am 17. März 1908 die Nationale Schlachtfelderkommission. Ihre Aufgabe war es einerseits, die Festivitäten zu organisieren, andererseits die historisch bedeutenden Teile der Abraham-Ebene dauerhaft zu schützen und zu unterhalten.
Im Rahmen der Feierlichkeiten eröffnete der Prince of Wales (der spätere König George V.) am 24. August 1908 den Parc des Champs-de-Bataille, der die Abraham-Ebene und den Parc des Braves umfasst. 1909 erhielt der Landschaftsarchitekt Frederick Todd den Auftrag zur Gestaltung der Parkanlage. Seine Vision war es, das bereits Bestehende auszuschmücken und gleichzeitig in der historischen Landschaft die Schönheit der Natur voll zur Geltung zu bringen. Die Kommission genehmigte seinen Plan mit nur geringen Modifikationen. Die Umsetzung zog sich lange hin: Erst 1928 waren alle benötigten Grundstücke im Besitz der öffentlichen Hand und erst nach fünf Jahrzehnten war Todds Plan vollständig umgesetzt. Ein besonderer Störfaktor war der Beschluss der kanadischen Bundesregierung im Jahr 1902 gewesen, auf der Abraham-Ebene eine Fabrik zur Herstellung von Ross-Gewehren zu errichten. Dies war gegen den Willen der Stadt geschehen und stand damals schon im Gegensatz zu den Park-Plänen. Trotz Protesten wurde die Fabrik 1903 eröffnet. Da sich die Gewehre im Ersten Weltkrieg nicht bewährten, stand die Produktionsstätte ab März 1917 still. Schließlich wurde sie im September 1931 abgerissen, um Platz für ein unterirdisches Wasserreservoir zu schaffen.
Obwohl der Park symbolisch darauf ausgerichtet ist, Anglokanadier und Frankokanadier einander näher zu bringen, erinnert er Québecer Nationalisten an die Niederlage von 1759 und die darauf folgende Eroberung durch die Briten. Eine Statue, die 1913 zu Ehren von General James Wolfe errichtet worden war, wurde am 29. März 1963 von Mitgliedern der Untergrundorganisation Front de libération du Québec umgestürzt und zerstört. Bei einer Protestkundgebung am 24. Mai 1965 wurde außerdem der Sockel mit Farbe beschmiert. Seit Juli 1965 steht dort eine neue Statue; die dazugehörenden Gedenktafeln waren erstmals zweisprachig (zuvor waren sie nur auf Englisch gewesen). Sie weisen darauf hin, dass Wolfe hier gestorben sei, verzichten aber im Gegensatz zu früher darauf, seinen Sieg zu erwähnen.

### Sport

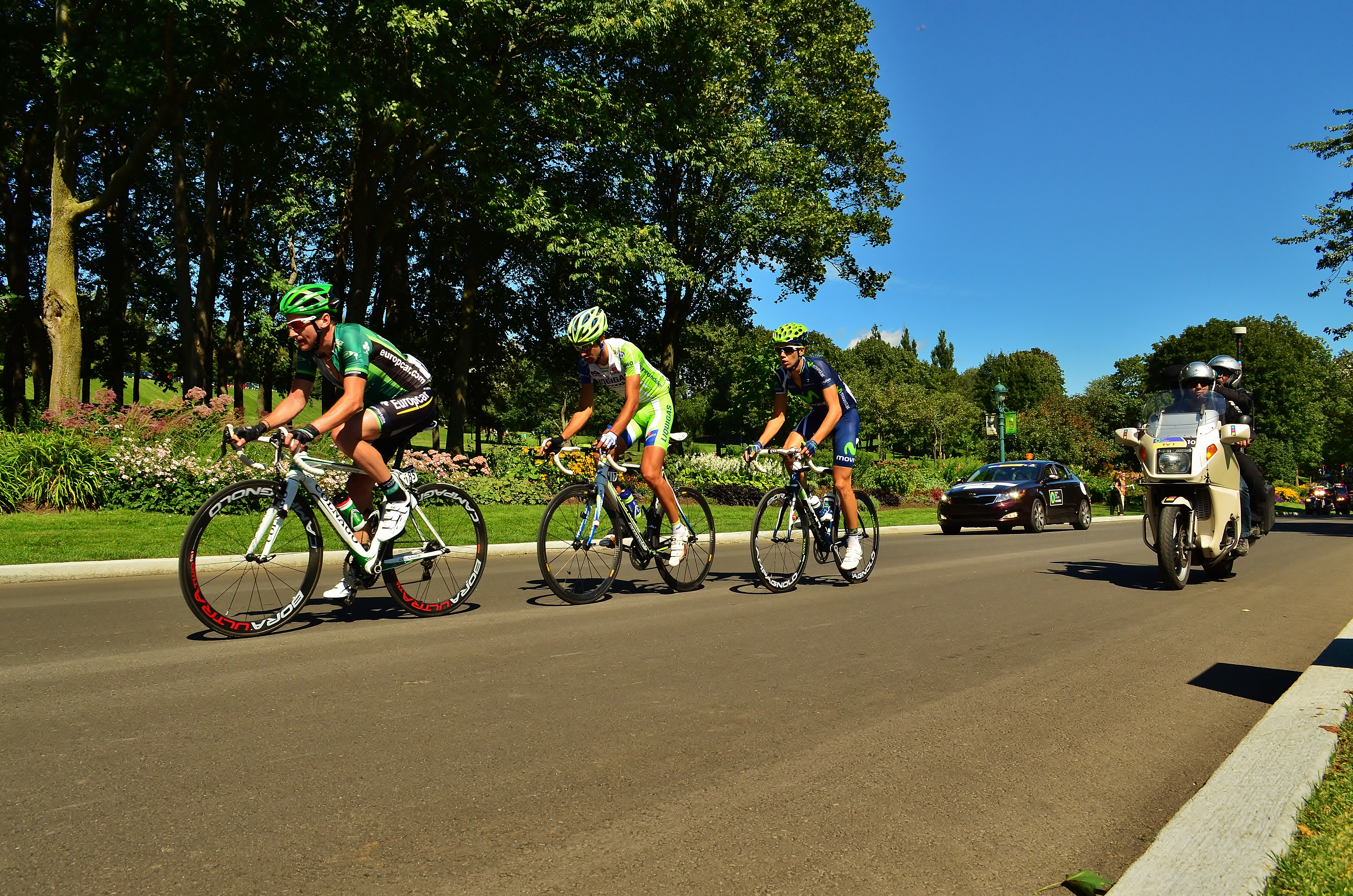
Grand Prix Cycliste de Québec

Seit dem zweiten Hälfte des 18. Jahrhunderts nutzten die Stadtbewohner die Abraham-Ebene zur Ausübung verschiedener Sportarten. Das erste Pferderennen, organisiert von den Soldaten der Garnison, fand 1767 statt; dies war auch das erste Ereignis dieser Art in ganz Kanada. Insbesondere im 19. Jahrhundert erfreuten sich die Rennen großer Beliebtheit und lockten mehrere Tausend Zuschauer an. 1847 verlegte der zuständige Quebec Turf Club die Pferderennbahn nach L’Ancienne-Lorette. Während Cricket kaum verbreitet war, fanden auf der Ebene häufig Lacrosse-Spiele statt. Im Jahr 1874 entstand zwischen der Zitadelle und den Martello-Türmen ein 14-Loch-Golfplatz, auf dem zwei Jahre später das erste Golfturnier Nordamerikas ausgetragen worden sein soll. Er war bis 1915 in Betrieb.
Eishockey wurde auf der Abraham-Ebene erstmals 1878 gespielt, auf einer Eisfläche vor dem Parlamentsgebäude. Der 1888 gegründete Quebec Hockey Club wandelte sich 1908 zum Profiteam Quebec Bulldogs und nutzte ein kleines Stadion auf der Ebene. Hier gewann es zweimal den Stanley Cup. 1918 brannte das Stadion nieder und das Team zog zwei Jahre später nach Hamilton. Der Quebec Ski Club führte von 1908 bis 1913 Skisprung-Wettbewerbe auf einer hölzernen Schanze hinter der Ross-Gewehrfabrik durch. Bereits Ende des 19. Jahrhunderts zogen die ersten Skilangläufer ihre Spuren durch den Park, doch erst seit der Wintersaison 1986/87 gibt es offizielle Loipen. 1996 eröffnete die Kommission eine Rundstrecke für Inlineskaten. Im September 2010 wurde erstmals die Grand Prix Cycliste de Québec ausgetragen. Das Radrennen im Rahmen der UCI WorldTour führt über einen Rundkurs im und um den Park.

## Veranstaltungen
Die Abraham-Ebene wird häufig für Veranstaltungen und Volksfeste mit hohen Besucherzahlen genutzt. Dies gilt insbesondere für die Feier zur Fête nationale du Québec (jährlich am 24. Juni), den Karneval von Québec (Ende Januar bis Mitte Februar) und das seit 1968 stattfindende elftägige Sommerfestival von Québec. Ebenso war die Ebene Hauptschauplatz der Feiern zum 400-Jahre-Jubiläum der Stadt 2008. Das Sommerfestival bildet den Rahmen für zahlreiche Open-Air-Konzerte der Rock- und Popmusik mit bis zu einer Viertelmillion Zuschauern. Zu den Künstlern, die hier aufgetreten sind, gehören unter anderem Paul McCartney, AC/DC, Scorpions, Van Halen, Elton John, Metallica, Bon Jovi, Johnny Hallyday, Céline Dion, Madonna und The Rolling Stones.